# Roberto Assaf
Roberto Assaf (Rio de Janeiro, 1 de outubro de 1955) é um jornalista esportivo, escritor, pesquisador brasileiro.
Como jornalista, trabalhou em vários veículos esportivos, como Jornal dos Sports (1982), Última Hora (1984 – 1985), Jornal do Brasil (1985 – 1989 e 1992 – 2002), ESPN Brasil (2001 – 2003), SporTV (2003 – 2009) e Lance! (2002 – 2016).
Assaf é autor de várias enciclopédias do futebol, tais como "Almanaque do Flamengo", "Flamengo x Vasco, o Clássico dos Milhões", "Fla-Flu, o Jogo do Século", "Seleção Brasileira (1914 - 2006) – O livro oficial da CBF", dentre outras. Suas pesquisas servem como referências, inclusive, para o Rec.Sport.Soccer Statistics Foundation.

## Carreira
Completou o curso de Jornalismo da Faculdade Hélio Alonso em 1982. Depois, foi professor de Jornalismo nesta faculdade de 2003 a 2013.
Assaf esteve nas Copas do Mundo de 1978 e 1982. Mas foi como comentarista da ESPN Brasil e depois dos canais SporTV que Assaf alcançou seu auge na carreira. Trabalhou por mais de uma década como colunista do jornal Lance!.
Em 2015, Assaf doou boa parte de seu acervo sobre o Flamengo para o Patrimônio Histórico do clube. São os mais diferentes tipos de publicações, falando de vitórias históricas, grandes conquistas e boas lembranças do Flamengo.

## Livros
A maioria de seus livros retratam a historia do futebol carioca:
| #  | Ano  | Livro (co-autor)                                                                        | Editora                                 | Reedição                               | Ref.   |
| -- | ---- | --------------------------------------------------------------------------------------- | --------------------------------------- | -------------------------------------- | ------ |
| 01 | 1997 | A História dos Campeonatos Cariocas (com Clóvis Martins)                                | Irradiação Cultural                     | Reeditado em 2010 pelo selo Maquinária |        |
| 02 | 1998 | Mundo das Copas do Mundo (com Clóvis Martins)                                           | Irradiação Cultural                     |                                        |        |
| 03 | 1998 | Vasco da Gama, O Livro Oficial do Centenário (com outros autores)                       | BR Comunicação, Marketing & Publicidade |                                        |        |
| 04 | 1999 | Fla-Flu, o Jogo do Século (com Clóvis Martins)                                          | Letras & Expressões                     |                                        |        |
| 05 | 1999 | Flamengo x Vasco, o Clássico dos Milhões (com Clóvis Martins)                           | Relume-Dumará                           |                                        |        |
| 06 | 2001 | Almanaque do Flamengo (com Clóvis Martins)                                              | Editora Abril                           |                                        | [ 7 ]  |
| 07 | 2001 | Bangu, bairro operário, terra do samba e do futebol                                     | Relume-Dumará                           |                                        | [ 8 ]  |
| 08 | 2002 | Banho de Bola – os técnicos, as táticas e as estratégias do futebol                     | Relume-Dumará                           |                                        |        |
| 09 | 2003 | Zico, 50 Anos de Futebol – Uma biografia (com Roger Garcia)                             | Editora Record                          |                                        | [ 9 ]  |
| 10 | 2004 | Seleção Brasileira, 90 anos – O livro oficial da CBF                                    | Editora Mauad                           |                                        |        |
| 11 | 2006 | Seleção Brasileira (1914 - 2006) – O livro oficial da CBF (com Antonio Carlos Napoleão) | Editora Mauad                           |                                        | [ 10 ] |
| 12 | 2007 | Ipanema, Lado B                                                                         | Edição do Autor                         |                                        |        |
| 13 | 2007 | História Completa do Brasileirão desde 1971                                             | Editora Lance!                          | Reeditado em 2010                      |        |
| 14 | 2008 | Grandes jogos do Maracanã (com Roger Garcia)                                            | Edição dos Autores                      |                                        |        |
| 15 | 2010 | Os 50 Maiores Jogos do Flamengo (com Roger Garcia)                                      | Editora Panini                          |                                        | [ 11 ] |
| 16 | 2010 | Maracanã, 60 anos (com Eduardo Bueno, João Máximo e Ruy Castro)                         | Editora Buenas Ideias                   |                                        |        |
| 17 | 2013 | Maracanã, Século 21 (com Eduardo Bueno, João Máximo e Ruy Castro)                       | Editora Buenas Ideias                   |                                        |        |
| 18 | 2019 | Seja no Mar, Seja na Terra – 125 anos de histórias                                      |                                         |                                        | [ 12 ] |

### Participação em Outros Projetos
- 2011 - Assaf assina o prefácio do livro "1981: O Primeiro ano do resto de nossas vidas", de Mauricio Neves de Jesus, com Arthur Muhlenberg e Lucas Dantas.[13]
- 2013 - Assaf assina o prefácio do livro "Da lama ao tri", de Arthur Muhlenberg.[14]

## Videografia

### Programas de TV
| Ano         | Filme              | Tipo        | Observação                                                                                                 | Ref.   |
| ----------- | ------------------ | ----------- | --- | ------ |
| 1997 - 2001 | "Debate Esportivo" | TVE Brasil  | Participação eventual                                                                                      |        |
| 2002 - 2003 | Loucos Por Copa    | ESPN Brasil | Integrante do programa                                                                                     | [ 15 ] |
| 2017        | Sem Censura        | TV Brasil   | Participou do programa que foi ao ar no dia 3 de julho de 2017, que celebrou o centenário de João Saldanha | [ 16 ] |

### Filmes
| Ano  | Filme                               | Tipo         | Papel     | Ref.   |
| ---- | ----------------------------------- | ------------ | --------- | ------ |
| 2011 | Flamengo Hexa - 100 Anos de Futebol | Documentário | Ele Mesmo | [ 17 ] |
| 2012 | Copa União                          | Documentário | Ele Mesmo | [ 17 ] |